# Jonny Clayton
Jonny Clayton (Llanelli, 4 oktober 1974) is een dartsspeler uit Wales. In november 2020 won hij samen met Gerwyn Price namens Wales de World Cup of Darts. Het betekende zijn eerste grote titel bij de PDC. In 2021 won Clayton The Masters. Daarmee won hij zijn eerste grote individuele titel. De prestaties van Clayton bleven niet onopgemerkt, want hij werd uitgenodigd om mee te doen aan de Premier League Darts 2021. Het prestigieuze  toernooi werd een groot succes voor Clayton, want hij kroonde zichzelf tot winnaar door José de Sousa in de finale te verslaan met 11-5. In oktober 2021 wist hij ook de World Grand Prix te winnen. Dit deed hij door in de finale landgenoot en titelverdediger Gerwyn Price met 5-1 in sets te verslaan. Dezelfde maand nog wist hij ook de World Series of Darts Finals te winnen door in de finale Dimitri Van den Bergh te verslaan met 11-6 in legs.

## Carrière

### 2015-2019
Clayton trad toe tot de PDC Pro Tour in 2015 na het winnen van een Tour Card op de laatste dag van Qualifying School. Clayton kwalificeerde zich voor de Grand Slam of Darts later dat jaar, maar ondanks het winnen van zijn openingswedstrijd tegen Terry Jenkins verloor hij van Geert De Vos en Robert Thornton en werd laatste in de groep. Clayton plaatste zich voor het PDC World Darts Championship in 2017. In de eerste ronde won hij van landgenoot Gerwyn Price met 3-1. In de tweede ronde verloor Clayton van Ian White met 1-4.
In 2017 haalde Clayton verrassend de finale van de Players Championship Finals. Eerst won hij met 6-4 van Jeffrey de Graaf en daarna met 6-2 van landgenoot Gerwyn Price. In de derde ronde was Clayton met 10-8 te sterk voor Stephen Bunting, en in de kwartfinale won hij met 10-8 van Steve Beaton. In de halve finale versloeg Clayton Rob Cross met 11-8. In de finale ging Clayton hard onderuit tegen Michael van Gerwen: 11-2. Na deze finale werd Clayton steeds beter, en in het voorjaar van 2018 won hij zijn tweede PDC-titel. Ook haalde Clayton in 2018 de kwartfinale van de Grand Slam of Darts en bereikte hij de top 16 van de wereldranglijst.

### 2020-heden
Op de UK Open 2020 gooide hij in de Laatste 16 tegen Chris Dobey zijn eerste 9-darter op een major-toernooi.
Op 8 november 2020 bezorgde Clayton en Price gezamenlijk Wales de eerste wereldtitel op de World Cup of Darts door in de finale Rob Cross en Michael Smith te verslaan.
Op 31 januari 2021 won Clayton zijn eerste major-toernooi bij de PDC. In de finale van The Masters won hij met 11-8 in legs van Mervyn King. Op weg naar de finale versloeg hij achtereenvolgens José de Sousa met 6-5, Michael van Gerwen met 10-9, James Wade met 10-9 en Peter Wright met 11-10. Met zijn winst bemachtigde Clayton ook een plek in de Premier League of Darts. Hij wist op 28 mei eveneens dit toernooi te winnen. Clayton, die debuteerde op dit toernooi, kwam als vierde uit de groepsfase en wist vervolgens in de halve finale Michael van Gerwen en in de finale José de Sousa te verslaan.

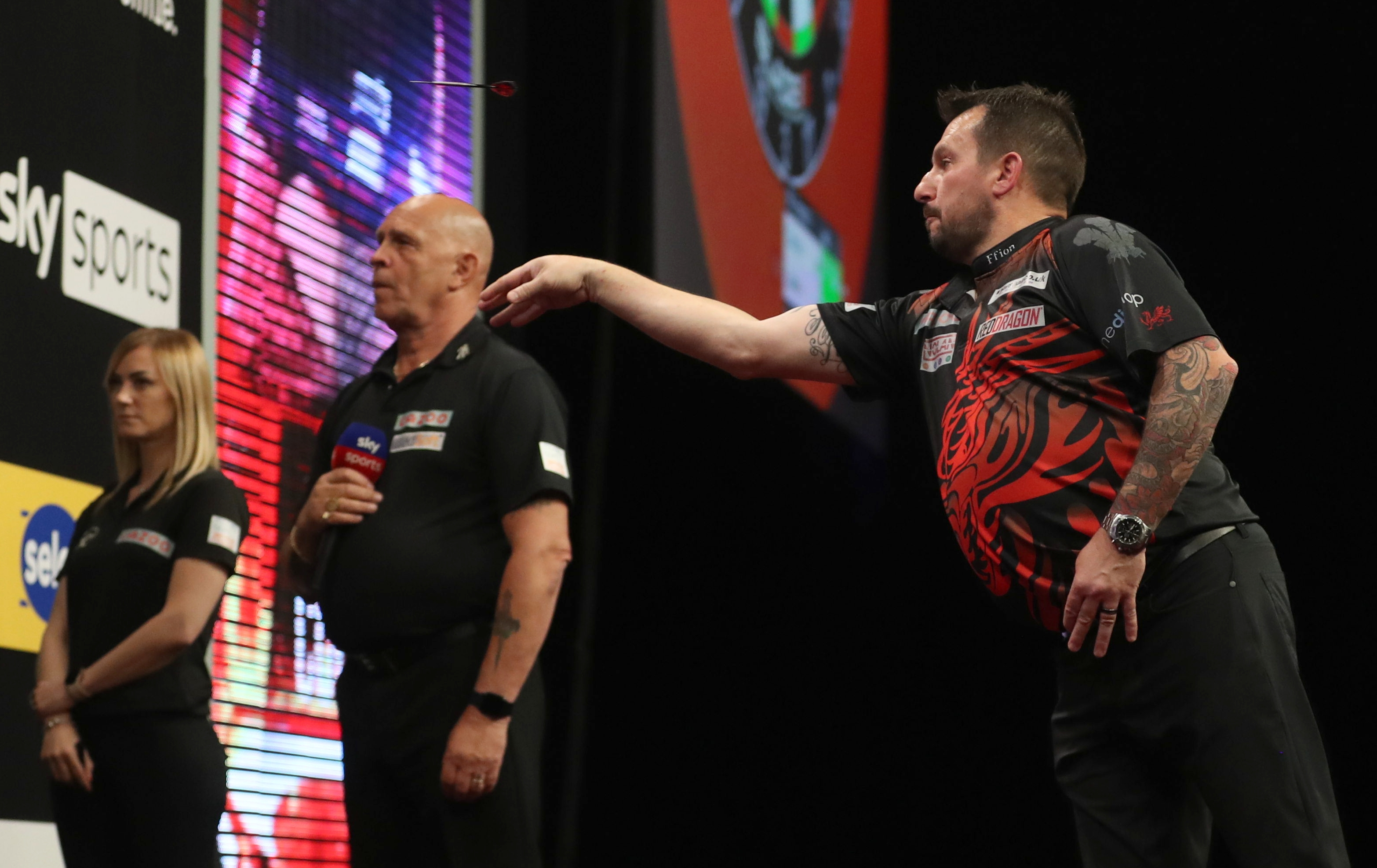
Jonny Clayton (2022)

Clayton wist in oktober 2021 de World Grand Prix te winnen. Hij plaatste zich voor de finale door achtereenvolgens Callan Rydz, José de Sousa, Krzysztof Ratajski en Danny Noppert te verslaan. In de finale versloeg hij landgenoot Gerwyn Price met 5-1 in sets.

In diezelfde maand won hij ook de World Series of Darts Finals. Hij plaatste zich voor de finale door achtereenvolgens Vincent van der Voort, Gerwyn Price en Michael van Gerwen te verslaan. In de finale won hij van Dimitri van den Bergh met 11-6 in legs.
In augustus 2022 won Clayton de eerste editie van de New South Wales Darts Masters, dat onderdeel uitmaakt van de World Series of Darts. Hij versloeg achtereenvolgend Haupai Puha, Michael Smith, Joe Cullen en James Wade.
In juni 2023 won Clayton samen met Gerwyn Price voor een tweede keer de World Cup of Darts. In de finale gingen de Welshmen met 10-2 langs de Schotten Gary Anderson en Peter Wright.
Een maand later versloeg Clayton Gabriel Clemens, Dimitri Van den Bergh, Ryan Searle en Luke Humphries op de World Matchplay. Daarmee bereikte hij de finale, waarin Nathan Aspinall met 18-6 aan hem voorbijging.
Op de Winmau World Masters 2025, die een andere opzet kende dan de voorgaande edities van The Masters, versloeg Clayton  Martin Schindler, Ryan Searle, Luke Littler en Dimitri Van den Bergh om de finale te bereiken. Daarin won Luke Humphries met een uitslag van 6-5 en een allesbeslissende leg van de Welshman.
In mei 2025 won hij in het Autotron in Rosmalen het Dutch Darts Championship. Hij versloeg Max Hopp, Ross Smith, Danny Noppert en Luke Humphries om de finale te halen, waarin hij Niko Springer passeerde. Tijdens de editie van 2024 haalde hij ook al de finale. Toen was Josh Rock te sterk.

## Resultaten op wereldkampioenschappen

### WDF
- 2013: Laatste 128 (verloren van Tony O'Shea met 3-4)

### PDC
- 2017: Laatste 32 (verloren van Ian White met 1–4)
- 2018: Laatste 64 (verloren van Jamie Lewis met 1-3)
- 2019: Laatste 64 (verloren van Dimitri Van den Bergh met 1-3)
- 2020: Laatste 32 (verloren van Stephen Bunting met 0-4)
- 2021: Laatste 32 (verloren van Joe Cullen met 3-4)
- 2022: Laatste 16 (verloren van Michael Smith met 3-4)
- 2023: Kwartfinale (verloren van Dimitri Van den Bergh met 3-5)
- 2024: Laatste 16 (verloren van Rob Cross met 0-4)
- 2025: Laatste 16 (verloren van Gerwyn Price met 2-4)

## Resultaten op de World Matchplay
- 2018: Laatste 32 (verloren van Michael Smith met 6-10)
- 2019: Laatste 32 (verloren van Keegan Brown met 8-10)
- 2020: Laatste 32 (verloren van Michael Smith met 3-10)
- 2021: Laatste 16 (verloren van Gerwyn Price met 3-11)
- 2022: Laatste 32 (verloren van Rowby-John Rodriguez met 7-10)
- 2023: Runner-up (verloren van Nathan Aspinall met 6-18)
- 2024: Laatste 16 (verloren van Dimitri van den Bergh met 5-11)
- 2025: Halve finale (verloren van James Wade met 18-20)

## Gespeelde finales televisietoernooien
PDC
| Resultaat | Nr. | Jaar     | Kampioenschap                | Tegenstander               | Score  | Variant     |
| Runner-up | 1.  | 2017     | Players Championship Finals  | Michael van Gerwen         | 2 – 11 | Legs        |
| Winnaar   | 2.  | 2020 (a) | World Cup of Darts           | Rob Cross Michael Smith    | 3 – 0  | Wedstrijden |
| Winnaar   | 3.  | 2021     | The Masters                  | Mervyn King                | 11 – 8 | Legs        |
| Winnaar   | 4.  | 2021     | Premier League of Darts      | José de Sousa              | 11 – 5 | Legs        |
| Winnaar   | 5.  | 2021     | World Grand Prix             | Gerwyn Price               | 5 – 1  | Sets        |
| Winnaar   | 6.  | 2021     | World Series of Darts Finals | Dimitri Van den Bergh      | 11 – 6 | Legs        |
| Runner-up | 7.  | 2022 (a) | World Cup of Darts           | Damon Heta Simon Whitlock  | 1 – 3  | Wedstrijden |
| Winnaar   | 8.  | 2023 (a) | World Cup of Darts           | Gary Anderson Peter Wright | 10 – 2 | Legs        |
| Runner-up | 9.  | 2023     | World Matchplay              | Nathan Aspinall            | 6 – 18 | Legs        |
| Runner-up | 10. | 2025     | The Masters                  | Luke Humphries             | 5 – 6  | Sets        |
| Runner-up | 11. | 2025 (a) | World Cup of Darts           | Josh Rock Daryl Gurney     | 9 – 10 | Legs        |

(a): Als duo met  Gerwyn Price.